# AWESOME BEST
『AWESOME BEST』（オーサム・ベスト）は、2017年9月27日にcutting edgeから発売されたBACK-ONのベスト・アルバム。

## 概要
BACK-ON初のベスト・アルバム。「CDのみ」「CD+DVD」「CD+Blu-ray Disc」の計3形態で発売。Blu-rayはDVD2枚収録と同内容である。

## 収録曲

### Disc 1
1. Chain
1stシングル。テレビ東京系アニメ『エア・ギア』オープニングテーマ。
2. BLAZE LINE
2nd両A面シングル。テレビ東京系アニメ『アイシールド21』オープニングテーマ。
3. a day dreaming…
2nd両A面シングル。テレビ東京系アニメ『アイシールド21』エンディングテーマ。
4. flower
3rdシングル。テレビ東京系アニメ『アイシールド21』エンディングテーマ。
5. Butterfly
4thシングル。テレビ朝日系土曜ミッドナイトドラマ『新宿スワン』主題歌。
6. Sands of time
5thシングル。テレビ東京系ドラマ『ケータイ捜査官7』エンディングテーマ、バンダイ「DX フォンブレイバー7」TV-CMタイアップ、SoftBank「フォンブレイバー 815T PB」商品PVタイアップ。
7. flyaway
6thシングル。『テイルズ オブ ザ ワールド レディアント マイソロジー2』オープニングテーマ。
8. ONE STEP ! Feat. mini
7th両A面シングル。
9. Tomorrow never knows
7th両A面シングル。「ダイドーブレンド & デミタス」CMソング。
10. TELL ME
8thシングル。日本テレビ系『ハッピーMusic』1月POWER PLAY。また、「ららぽーと 福袋&バーゲン 2011」TVCMイメージソング。
11. with you feat.Me
9thシングル。『テイルズ オブ ザ ワールド レディアント マイソロジー3』オープニングテーマ。
12. Connectus
10thシングル。「Connectus and selfish」の前半部分。
13. Selfish
10thシングル。「Connectus and selfish」の後半部分。
14. Ice cream
11thシングル。テレビ朝日系バラエティー番組『今ちゃんの「実は…」』5月度エンディングテーマ、および東宝配給映画『悪の教典』劇中歌。
15. ニブンノイチ
12th両A面シングル。テレビ東京系アニメ『ガンダムビルドファイターズ』オープニングテーマ。
16. INFINITY
12th両A面シングル。PS VITA版『ガンダムブレイカー』オープニングテーマ。
17. wimp ft. Lil' Fang (from FAKY)
13thシングル。テレビ東京系アニメ『ガンダムビルドファイターズ』オープニングテーマ。
18. Departure
14th両A面シングル。2014年 日本工学院専門学校 CMソング。
19. STRIKE BACK
14th両A面シングル。テレビ東京系アニメ『FAIRY TAIL』オープニングテーマ 。
20. セルリアン
15th両A面シングル。テレビ東京系アニメ『ガンダムビルドファイターズトライ』オープニングテーマ。
21. Silent Trigger
15th両A面シングル。PS3/PS VITA用ゲーム『ガンダムブレイカー2』オープニングテーマ。

### Disc 2
1. Forward
ミニアルバム『BABY ROCK』収録曲。
2. OVER
ミニアルバム『ADACHI TRIBE』収録曲。
3. アルティメット足立
『ADACHI TRIBE』収録曲。
4. Gaku-Ten
『BABY ROCK』収録曲。
5. NEW WORLD
ミニアルバム『NEW WORLD』収録曲。
6. ROCK STAR ANTHEM
2ndアルバム『Hello World』収録曲。
7. フタリダイアリー
3rdアルバム『Good Job!!』収録曲。
8. RELOAD
4thアルバム『RELOAD』収録曲。
9. Milky way
『RELOAD』収録曲。
10. PACK OF THE FUTURE
5thアルバム『PACK OF THE FUTURE』収録曲。
11. DTM
『PACK OF THE FUTURE』収録曲。
12. リザレクション
『PACK OF THE FUTURE』収録曲。『新劇場版 頭文字D Legend2 -闘走-』主題歌。
13. Dear Me
『PACK OF THE FUTURE』収録曲。
14. Mirrors
『PACK OF THE FUTURE』収録曲。PS4/PS VITA用ゲーム『ガンダムブレイカー3』オープニングテーマ。
15. The Last One
配信シングル。CD初収録。テレビ東京系アニメ『ガンダムビルドファイターズトライ アイランド・ウォーズ』主題歌。
16. 愛言葉
『MUSIC FOR ALL, ALL FOR ONE 2012』で初披露された楽曲。
「Brand new story」と共に両A面シングルとして発売する予定だったが、販売中止となり、CD初収録。
17. Dig in
「BACK-ON TOUR 2015」の限定CDの曲。ちゃんとした形で初収録となる。
18. 手紙
活動休止前のライブで演奏された曲。CD初収録。

### DVD

#### Disc 1
Music Video 24曲収録。

#### Disc 2
2017年5月26日に、恵比寿『LIQUIDROOM』にて開催された『BACK-ON 15th Anniversary Live - Ultimate Thanks -』のLive映像。